# 尼古拉·希秋克
尼古拉·尼古拉耶維奇·希秋克（羅馬化：Mykola Mykolaiovych Shytiuk；1953年11月30日—2018年9月1日），乌克兰院士、历史学家、历史科学博士。自2008年以来，他一直担任尼古拉耶夫大学历史和法律研究所所长。

## 生平
他出生于利薩戈拉，其家庭成员为建筑工程师及地理教师。毕业于利薩戈拉的一所农村学校后，尼古拉·希秋克进入了新布赫的教育学院（初级学院），1972年毕业于该校，并获得了早期教师文凭。在那之后，在整个70年代的大部分时间里，他在尼古拉耶夫州的几所学校工作过，当时他在白俄罗斯军区服兵役。
1975年，在复员之后，尼古拉·希秋克进入了基辅大学的历史系。
2018年9月1日，他与一众研究乌克兰大饥荒的科学家和研究员在尼古拉耶夫的一间公寓中被刀刺中背后而死。